# Referèndum sobre l'autogovern de Groenlàndia de 2008
El referèndum sobre l'autogovern de Groenlàndia, no vinculant, es va celebrar el 25 de novembre de 2008. Va ser aprovat pel 75% de la població (63% a Nuuk), amb una participació entorn del 72% (d'un cens de 39.000 electors).
Groenlàndia és l'illa més gran del món, amb una extensió d'uns dos milions de km² i on el 81% del territori és gel. L'any del referèndum hi vivien unes 57.000 persones (50.000 són inuit i 7.000 són danesos). L'illa es va convertir en colònia danesa l'any 1775 i va romandre així fins a l'any 1953, quan Dinamarca va revisar la seva Constitució i va fer de Groenlàndia una província.
L'any 1979 es va redactar un estatut per Groenlàndia, en què s'atorgava a aquest territori un parlament i un govern propis, així com plenes competències en matèria de salut, educació o serveis socials.
El referèndum va ser anunciat pel primer ministre de Groenlàndia Hans Enoksenn el 2 de gener de 2008. Enoksen també va anunciar el llançament d'una campanya d'informació i de debat sobre l'autogovern. Això incloïa trobades pels pobles d'arreu del país. L'ampliació de l'estatut d'autogovern preveia el dret a l'autodeterminació.
Dins el marc de la comissió mixta que s'encarrega de revisar les relacions i les competències entre ambdós territoris, el primer ministre danès i el president autonòmic groenlandès van firmar un acord el juny de 2008 per ampliar considerablement l'autonomia de Groenlàndia. Aquest acord va ser el que els groenlandesos van votar en referèndum el 25 de novembre. L'existència d'un pacte entre totes les forces polítiques d'ambdós països, de respectar els resultats de la consulta popular, va fer preveure que la reforma prosperaria, encara que manqués la ratificació parlamentària.
L'estatut d'autonomia vigent a Groenlàndia és de l'any 1979 i la reforma votada va preveure una ampliació màxima de l'autogovern d'aquest territori amb la incorporació de noves competències, incloent-hi el dret a l'autodeterminació.
Estava previst que el nou estatut entrés en vigor el 21 de juny de 2009, i entre les principals reformes van destacar les següents:
- Un govern autònom, independent del govern danès.
- Possibilitat de decidir sobre la seva independència total.
- Una nova regulació del repartiment dels beneficis derivats dels recursos minerals amb Dinamarca.
- Reconeixement del groenlandès com a llengua oficial.
- Ampliació de les competències i addició de noves en matèria com justícia, policia, estrangeria, control aeri i fronterer.

Hi va haver algunes àrees que van continuar sota control danès: nacionalitat, Constitució, Tribunal Suprem, defensa i seguretat, política monetària i política exterior. Així i tot, Dinamarca havia de tenir en consideració l'opinió de les autoritats groenlandeses en les qüestions internacionals que afectin al seu territori.

## Resultats
| Referèndum sobre l'autogovern de Groenlàndia de 2008 | Referèndum sobre l'autogovern de Groenlàndia de 2008 | Referèndum sobre l'autogovern de Groenlàndia de 2008 | Referèndum sobre l'autogovern de Groenlàndia de 2008 | Referèndum sobre l'autogovern de Groenlàndia de 2008 |
| Opcions de vot                                       | Opcions de vot                                       | Vots                                                 | Percentatge                                          |                                                      |
| ---------------------------------------------------- | ---------------------------------------------------- | ---------------------------------------------------- | ---------------------------------------------------- | ---------------------------------------------------- |
| Sí                                                   | Sí                                                   | 21.355                                               | 75,54%                                               |                                                      |
| No                                                   | No                                                   | 6.663                                                | 23,57%                                               |                                                      |
| Vots en blanc o invàlids                             | Vots en blanc o invàlids                             | 250                                                  | 0,89%                                                |                                                      |
| Vots totals                                          | Vots totals                                          | 28.268                                               | 100%                                                 |                                                      |
| Participació                                         | Participació                                         | 71,96%                                               | 71,96%                                               |                                                      |
| Electors                                             | Electors                                             | 2.721.870                                            | 2.721.870                                            |                                                      |